# Vignec
Vignec is een gemeente in het Franse departement Hautes-Pyrénées (regio Occitanie) en telt 189 inwoners (1999). De plaats maakt deel uit van het arrondissement Bagnères-de-Bigorre.

## Geografie
De oppervlakte van Vignec bedraagt 6,4 km², de bevolkingsdichtheid is 29,5 inwoners per km².

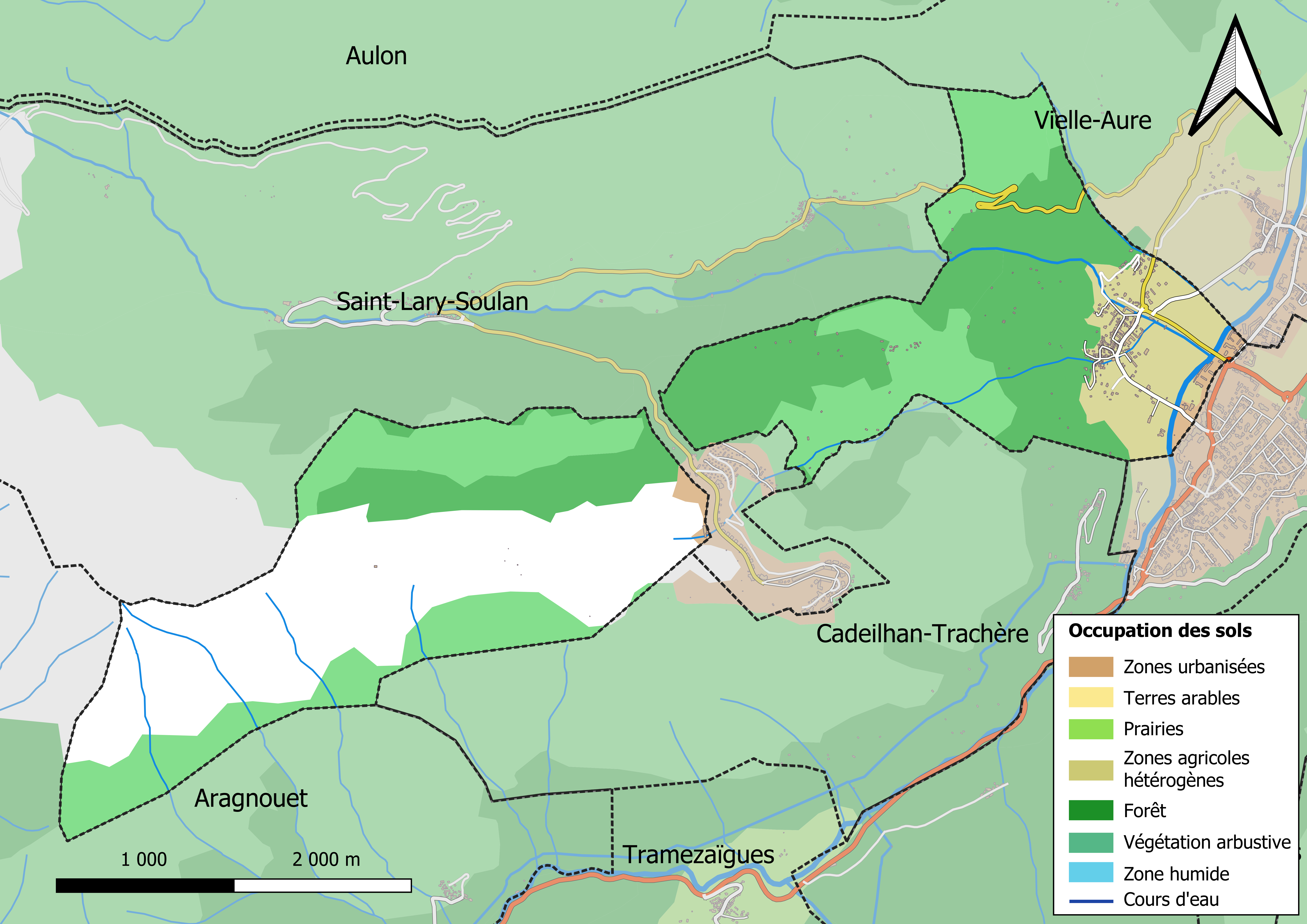
Kaart van de gemeente met belangrijkste infrastructuur, bodemgebruik en omliggende gemeenten

## Demografie
Onderstaande figuur toont het verloop van het inwonertal (bron: INSEE-tellingen).